# チャップリンのスケート
『チャップリンのスケート』（The Rink）は、チャーリー・チャップリンのミューチュアル社における8作目のサイレント映画。1916年の作品。共演はエリック・キャンベル、エドナ・パーヴァイアンス、ヘンリー・バーグマン、ジェイムズ・T・ケリー他。本作は、チャップリンのコミカルなバレエ的ローラースケーティングが見所となっており、そこに中年夫婦のふしだらな性態と、上流階級への諧謔に満ちた笑いが炸裂する。レストランでのクレイジーなドタバタや、カーノ一座で鍛え上げられたローラースケートを使用したギャグなど、後の『モダン・タイムス』(1936年)でも大いに生かされた。

## キャスト
- ウェイター (セシル・セルツァー卿を騙る)：チャーリー・チャップリン
- 社交界の娘：エドナ・パーヴァイアンス
- 娘の父：ジェームズ・T・ケリー
- スタウト氏：エリック・キャンベル
- スタウト夫人・レストランで怒る客 (二役)：ヘンリー・バーグマン
- ウェイター：ジョン・ランド
- シェフ・スケーター (二役)：アルバート・オースチン
- レストランの支配人：フランク・J・コールマン
- パーティーの訪問客：ロイド・ベーコン
- エドナの友人：シャーロット・ミノー、リオタ・ブライアン

### 日本語吹替
| 俳優                     | 日本語吹替 |
| ------------------------ | ---------- |
| チャールズ・チャップリン | 千葉繁     |
| エドナ・パーヴァイアンス | 土井美加   |
| ジェームズ・T・ケリー    | 田原アルノ |
| エリック・キャンベル     | 若本規夫   |
| （ナレーター）           | 近石真介   |

- 初回放送2014年11月9日スター・チャンネル[1]

この作品はサイレント映画だが、チャップリンのデビュー100周年を記念し、日本チャップリン協会監修のもと、日本語吹替が製作された。